# Lijst van nummer 1-hits in de TMF superchart in 2009
Deze hits stonden in 2009 op nummer 1 in de TMF Superchart:
| Datum        | Artiest                     | Titel                           |
| ------------ | --------------------------- | ------------------------------- |
| 10 januari   | Britney Spears              | Circus                          |
| 17 januari   | Britney Spears              | Circus                          |
| 24 januari   | Beyoncé                     | If I Were A Boy                 |
| 31 januari   | Britney Spears              | Circus                          |
| 7 februari   | Beyoncé                     | If I Were A Boy                 |
| 14 februari  | U2                          | Get On Your Boots               |
| 21 februari  | Kevin Rudolf & Lil Wayne    | Let It Rock                     |
| 28 februari  | Lady Gaga                   | Poker Face                      |
| 7 maart      | Lady Gaga                   | Poker Face                      |
| 14 maart     | Lady Gaga                   | Poker Face                      |
| 21 maart     | Lady Gaga                   | Poker Face                      |
| 28 maart     | Lady Gaga                   | Poker Face                      |
| 4 april      | Flo Rida & Ke$ha            | Right Round                     |
| 11 april     | Flo Rida & Ke$ha            | Right Round                     |
| 18 april     | Lady Gaga                   | Poker Face                      |
| 25 april     | Lady Gaga                   | Poker Face                      |
| 2 mei        | Lady Gaga                   | Poker Face                      |
| 9 mei        | Lady Gaga                   | Poker Face                      |
| 16 mei       | Lady Gaga                   | Poker Face                      |
| 23 mei       | Lady Gaga                   | Poker Face                      |
| 30 mei       | Eminem                      | We Made You                     |
| 6 juni       | Eminem                      | We Made You                     |
| 13 juni      | The Black Eyed Peas         | Boom Boom Pow                   |
| 20 juni      | The Black Eyed Peas         | Boom Boom Pow                   |
| 27 juni      | The Black Eyed Peas         | Boom Boom Pow                   |
| 4 juli       | The Black Eyed Peas         | Boom Boom Pow                   |
| 11 juli      | Michael Jackson             | Billie Jean                     |
| 18 juli      | Michael Jackson             | Thriller                        |
| 25 juli      | Michael Jackson             | Thriller                        |
| 1 augustus   | Michael Jackson             | Thriller                        |
| 8 augustus   | The Black Eyed Peas         | I Gotta Feeling                 |
| 15 augustus  | The Black Eyed Peas         | I Gotta Feeling                 |
| 22 augustus  | The Black Eyed Peas         | I Gotta Feeling                 |
| 29 augustus  | The Black Eyed Peas         | I Gotta Feeling                 |
| 5 september  | The Black Eyed Peas         | I Gotta Feeling                 |
| 12 september | Jay-Z, Rihanna & Kanye West | Run this town                   |
| 19 september | Damaru & Jan Smit           | Mi rowsu (Tuintje in mijn hart) |
| 26 september | Jay-Z, Rihanna & Kanye West | Run this town                   |
| 3 oktober    | Shakira                     | She Wolf                        |
| 10 oktober   | Shakira                     | She Wolf                        |
| 17 oktober   | Shakira                     | She Wolf                        |
| 24 oktober   | Shakira                     | She Wolf                        |
| 31 oktober   | Britney Spears              | 3                               |
| 7 november   | Britney Spears              | 3                               |
| 14 november  | Britney Spears              | 3                               |
| 21 november  | Lady Gaga                   | Bad Romance                     |
| 28 november  | Lady Gaga                   | Bad Romance                     |
| 5 december   | Lady Gaga                   | Bad Romance                     |
| 12 december  | Michael Jackson             | This Is It                      |
| 19 december  | Michael Jackson             | This Is It                      |